# SN 1999ep
SN 1999ep – supernowa typu Ia odkryta 28 września 1999 roku w galaktyce A044104-0300. W momencie odkrycia miała maksymalną jasność 18,90m.